# Mediaster aequalis
Mediaster aequalis is een zeester uit de familie Goniasteridae.
De wetenschappelijke naam van de soort werd in 1857 gepubliceerd door William Stimpson.